# Guzhaimu
Guzhaimu (kinesiska: 古砦仫佬族乡, 古砦仫) är en socken i Kina. Den ligger i den autonoma regionen Guangxi, i den södra delen av landet, omkring 230 kilometer norr om regionhuvudstaden Nanning. Antalet invånare är 29770. Befolkningen består av 14 349 kvinnor och 15 421 män. Barn under 15 år utgör 19,0 %, vuxna 15-64 år 69 %, och äldre över 65 år 11,0 %.
Genomsnittlig årsnederbörd är 2 087 millimeter. Den regnigaste månaden är juni, med i genomsnitt 430 mm nederbörd, och den torraste är februari, med 56 mm nederbörd.